# فان بوخيم
فرانسيسكوس ستيفانوس بيتروس (فرانس) فان بوخيمFranciscus Stephanus Petrus (Frans) van Buchem (30 نوفمبر 1897 - 1 أغسطس 1979) طبيب وأستاذ هولندي.أشرف على أطروحته للدكتوراه الحائز على جائزة نوبل البروفيسور ويليم أينتهوفن. اشتهر باكتشاف مرض فان بوخيم، الذي سمي بإسمه.

## النشأة
فرانس فان بوخيم من مواليد يوم الثلاثاء 30 نوفمبر 1897 في ووجنوم.  والديه جيراردوس يوهانس فان بوتشيم (1864-1925) ولويا جوهانا جوزيفا فان جيمرت (1866-1944).  كان فان بوخيم هو السادس من بين اثني عشر طفلاً.  التحق بمدرسة Rijks Hogere Burgerschool في ماستريخت.  بعد التخرج، درس الطب في لايدن.

## الطب الباطني
بعد حصوله على شهادته الطبية عام ١٩٢١، أصبح مساعدًا للدكتور أ. هينتزن في قسم الطب الباطني بمستشفى كالفارينبرغ في ماستريخت. خلال هذه الفترة، وُضع الأساس لأبحاثه حول تخطيط كهربية القلب والقلب. علاوة على ذلك، يعود تاريخ أول منشور له عن مرض السكري، والذي كتبه مع الدكتور أ. هينتزن، إلى تلك الفترة.
من بين أمور أخرى، كان كبير الأطباء في الطب الباطني في مستشفى سانت إليزابيث وبعد نهاية الحرب العالمية الثانية،أصبح أستاذًا للطب الباطني في جامعة جرونينجن. في عام 1954،

## مرض فان بوخيم
في عام 1954، تم إدخال مريض من أورك مصابًا بمرض عظمي خطير إلى المستشفى. لم تتوافق أعراض مرضه مع أعراض أي أمراض معروفة في ذلك الوقت،  وجد فان بوخيم أن شقيقة المريض مصابة بنفس المرض. في عام 1955، كتب فان بوخيم ورقة بحثية بعنوان "مرض جهازي عائلي غير شائع في الهيكل العظمي: فرط تنسج القشرة المخية العائلي العام" جنبًا إلى جنب مع إتش إن هادرز و آر أوبينز عن المريضين، والتي ظهرت في أكتا راديولوجيكا.
 كانت الدراسة الإضافية لهذا المرض المكتشف حديثًا في ذلك الوقت أحد الموضوعين اللذين هيمنا على السنوات الأخيرة من البحث العلمي لفان بوخيم. تم تسمية المرض بفرط التعظم القشري العام ولكنه أصبح معروفًا على نطاق واسع بإسم مرض فان بوخيم.

## إقرأ أيضا
- مرض فان بوخيم
- السكليروستين